# Rose Hill Acres
Rose Hill Acres è un centro abitato degli Stati Uniti d'America situato nella contea di Hardin dello Stato del Texas.
La popolazione era di 441 persone al censimento del 2010. Fa parte dell'area metropolitana di Beaumont–Port Arthur.

## Geografia fisica
Rose Hill Acres è situata a 30°11′45″N 94°11′39″W (30.195811, -94.194094), all'estremità meridionale della contea di Hardin, ed è delimitata a sud dal Pine Island Bayou.
Secondo lo United States Census Bureau, ha un'area totale di 0,4 miglia quadrate (1,0 km²).

## Società

### Evoluzione demografica
Secondo il censimento del 2000, c'erano 480 persone, 169 nuclei familiari e 141 famiglie residenti nella città. La densità di popolazione era di 1.185,9 persone per miglio quadrato (463,3/km²). C'erano 175 unità abitative a una densità media di 432,4 per miglio quadrato (168,9/km²). La composizione etnica della città era formata dal 96,88% di bianchi, lo 0,83% di nativi americani, lo 0,21% di asiatici, lo 0,42% di isolani del Pacifico, lo 0,62% di altre razze, e l'1,04% di due o più etnie. Ispanici o latinos di qualunque razza erano il 4,79% della popolazione.
C'erano 169 nuclei familiari di cui il 37,3% aveva figli di età inferiore ai 18 anni, il 74,6% aveva coppie sposate conviventi, il 5,9% aveva un capofamiglia femmina senza marito, e il 16,0% erano non-famiglie. Il 13,0% di tutti i nuclei familiari erano individuali e il 10,1% aveva componenti con un'età di 65 anni o più che vivevano da soli. Il numero di componenti medio di un nucleo familiare era di 2,84 e quello di una famiglia era di 3,11.
La popolazione era composta dal 27,3% di persone sotto i 18 anni, il 5,6% di persone dai 18 ai 24 anni, il 24,2% di persone dai 25 ai 44 anni, il 25,6% di persone dai 45 ai 64 anni, e il 17,3% di persone di 65 anni o più. L'età media era di 40 anni. Per ogni 100 femmine c'erano 96,7 maschi. Per ogni 100 femmine dai 18 anni in giù, c'erano 90,7 maschi.
Il reddito medio di un nucleo familiare era di 50.313 dollari, e quello di una famiglia era di 55.179 dollari. I maschi avevano un reddito medio di 42.500 dollari contro i 23.750 dollari delle femmine. Il reddito pro capite era di 19.215 dollari. Circa il 7,1% delle famiglie e l'8,1% della popolazione erano sotto la soglia di povertà, incluso l'11,7% di persone sotto i 18 anni e il 6,4% di persone di 65 anni o più.